# Adrienne de La Fayette

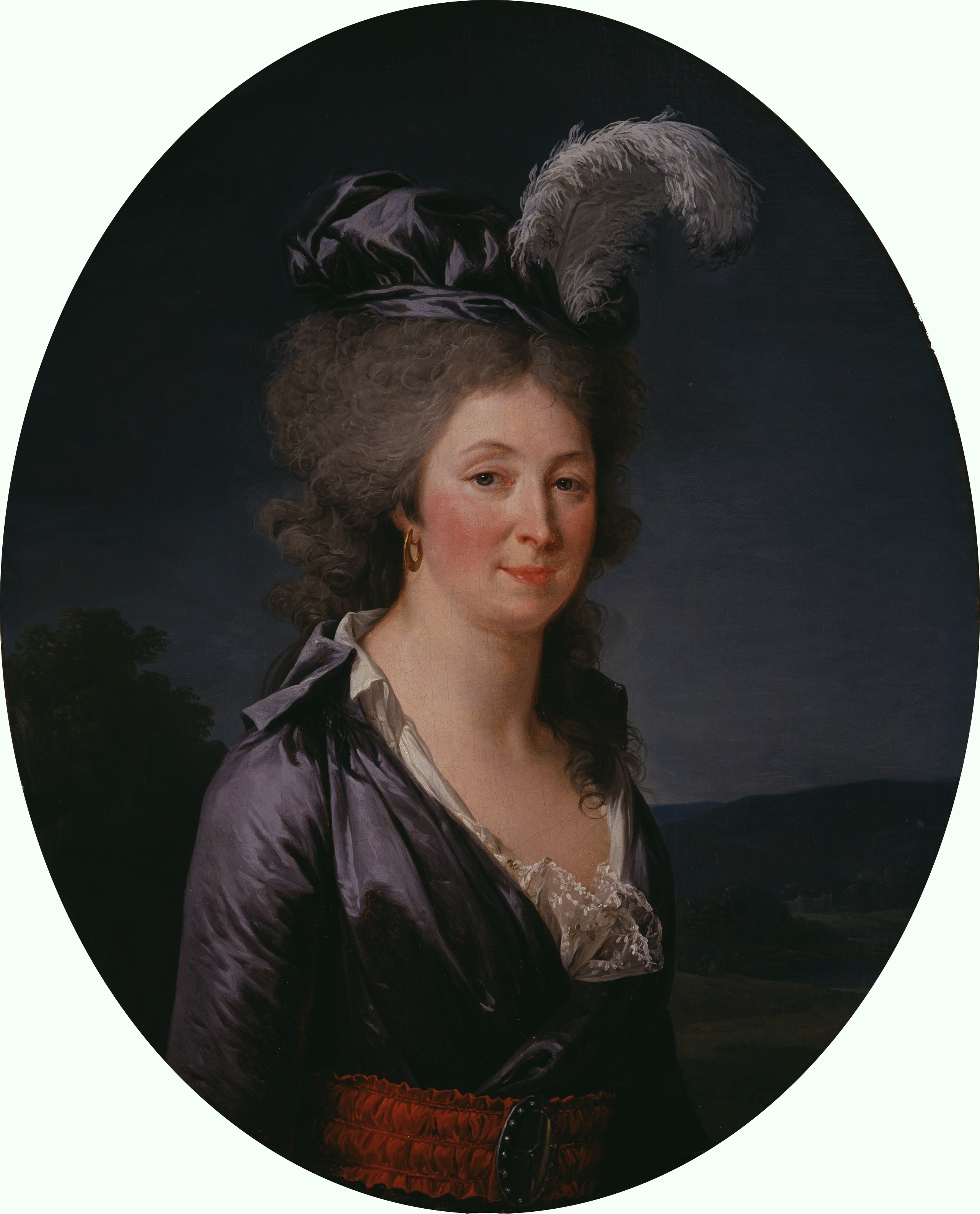
Madame Adrienne de La Fayette ritratta da Adélaïde Labille-Guiard nel 1790

Marie Adrienne Françoise de Noailles (Parigi, 2 novembre 1759 – Parigi, 24 dicembre 1807) figlia di Jean de Noailles e Henriette Anne Louise d'Aguesseau, fu nota come Mademoiselle d'Ayen prima del suo matrimonio con Gilbert du Motier, marchese di Lafayette. Era una bisnipote di Françoise Charlotte d'Aubigné, la cui zia era Madame de Maintenon.

## Biografia

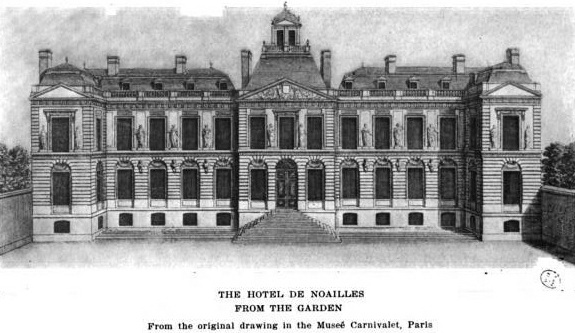
Hôtel de Noailles in Paris

Adrienne nacque e crebbe all'Hôtel de Noailles, la residenza parigina di famiglia, dove fu anche celebrato, l'11 aprile 1774, il suo matrimonio combinato con Gilbert du Motier, marchese de Lafayette. L'orfano Lafayette aveva ereditato vaste proprietà che fruttavano un reddito annuo di 150,000 livres. Sua madre, preoccupata per la loro giovane età, li tenne lontani per un anno mentre gestiva il loro corteggiamento. Nel 1776, la coppia ebbe una figlia, Henriette, a cui si aggiunsero Anastasie (1777-1863), Georges Washington (1779-1849) e Virginie (1782-1849).